# Caldbeck

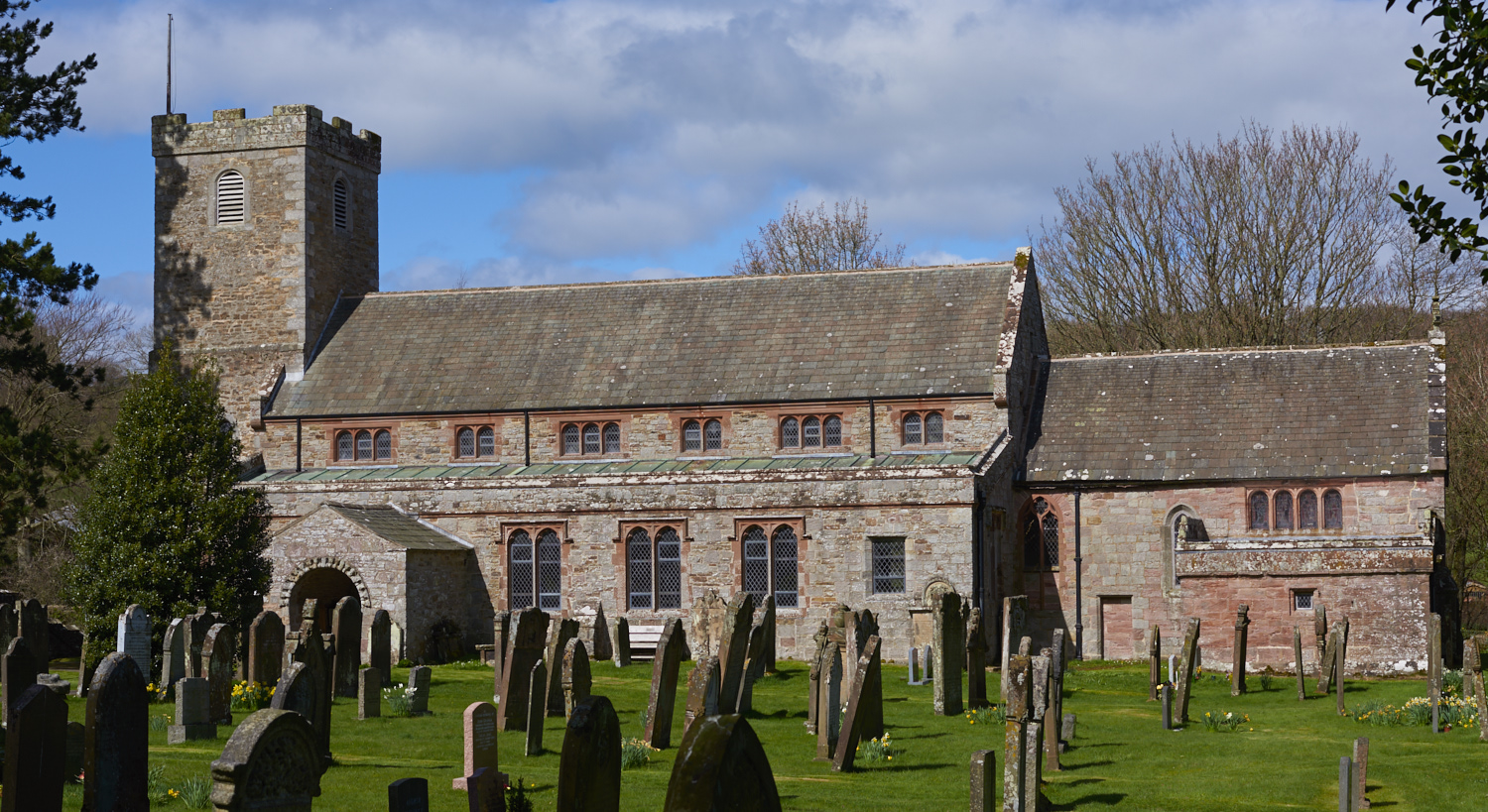
Caldbeck: la chiesa di San Kentigern

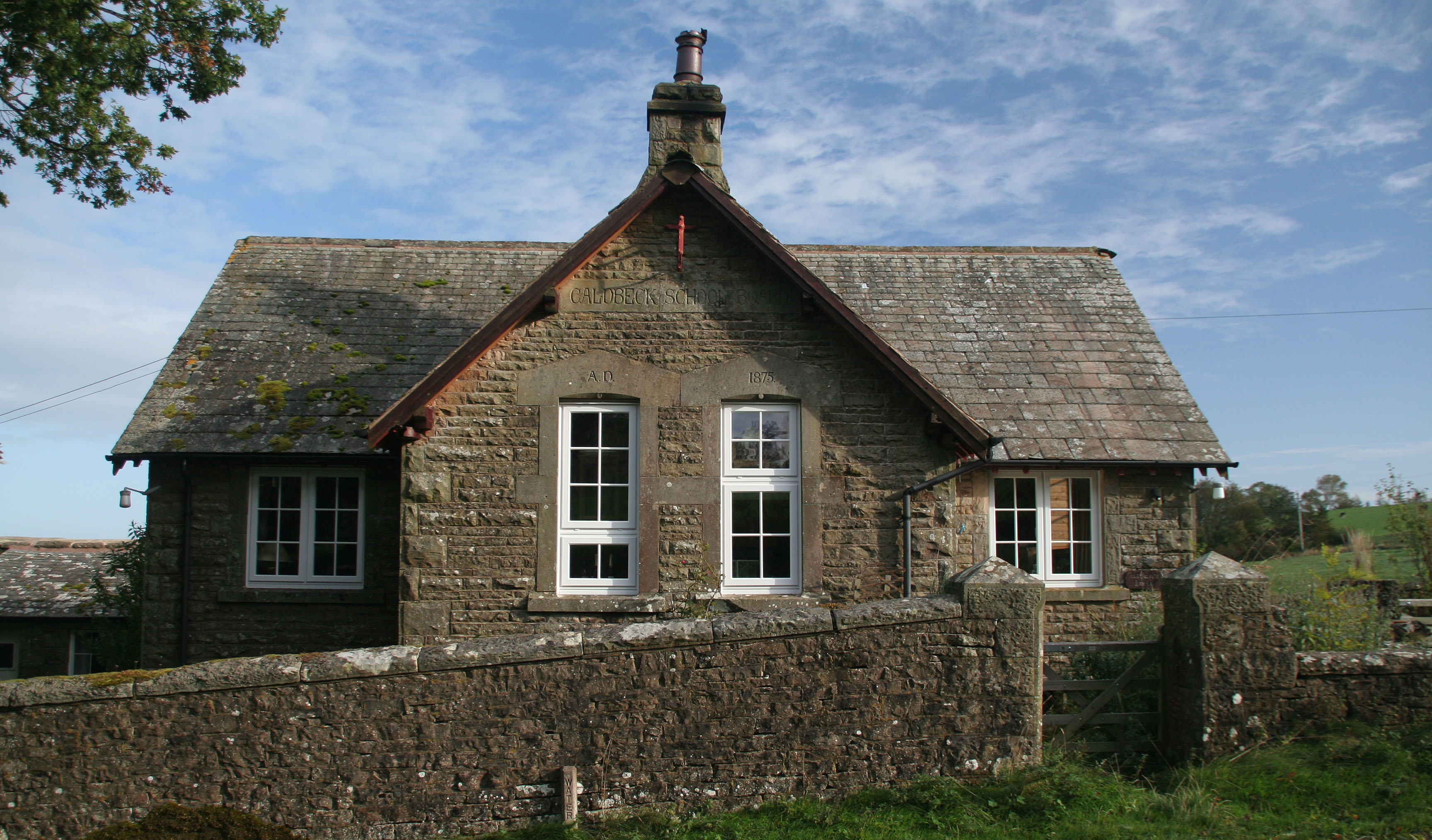
Scuola a Caldbeck

Caldbeck è un villaggio con status di parrocchia civile dell'Inghilterra nord-occidentale, facente parte della contea della Cumbria e del distretto non metropolitano di Allerdale e situato ai piedi delle Caldbeck Fells, nell'area del parco nazionale del Lake District. L'intera parrocchia civile conta circa 700 abitanti.

## Geografia fisica
Caldbeck si trova a circa metà strada tra Carlisle e Keswick (rispettivamente a sud/sud-ovest della prima e a nord della seconda), a nord del monte Skiddaw e a nord-est del lago Bassenthwaite.
L'intera parrocchia civile occupa un'area di 55,64 km².

## Origini del nome
Il toponimo Caldbeck deriva dall'antico nordico e significa "torrente freddo", con riferimento al torrente Beck.

## Storia
Nel corso del VI secolo, la popolazione locale venne convertita al Cristianesimo da San Kentigern e in seguito venne realizzato in loco dai monaci di Carlisle un ospizio per i poveri.
Il sostentamento della popolazione locale era garantito dai mulini che sfruttavano le acque del torrente Beck e che producevano lana, carta, birra, ecc. A partire dal XIII secolo, iniziò poi a prosperare l'industria mineraria per l'estrazione di argento, oro, rame, zinco, ecc. , tanto che nel XVI secolo si diffuse il detto Caldbeck and Caldbeck Fells are worth all England else. L'industria mineraria locale conobbe il suo apice nel XVII secolo. 

## Monumenti e luoghi d'interesse

### Architetture religiose

#### Chiesa di San Kentigern
Principale edificio religioso di Caldbeck è la chiesa di San Kentigern o chiesa di San Mango, eretta nel XII secolo, ma che presenta elementi del XVI, XVI e XIX secolo.
All'esterno della chiesa si trova la Roughton Stone, una pietra in memoria delle persone che hanno lavorato nell'area, mentre nell'attiguo cimitero si trova la tomba del celebre cacciatore John Peel, morto nel 1854.

## Società

### Evoluzione demografica
Al censimento del 2021, la parrocchia civile di Caldbeck contava una popolazione pari a 696 abitanti, in maggioranza (368) di sesso femminile.
La popolazione al di sotto dei 18 anni era pari a 99 unità (di cui 42 erano i bambini al di sotto dei 10 anni), mentre la popolazione dai 65 anni in su era pari a 225 unità (di cui 84 erano le persone dagli 80 anni in su). Dei 696 abitanti totali, 681 sono nativi del Regno Unito e 10 di Paesi dell'Unione Europea.
La parrocchia civile ha conosciuto un decremento demografico rispetto al rilevamento del 2011, quando contava 737 abitanti. Questo dato era però in aumento rispetto al censimento del 2001, quando la parrocchia civile di Aldbrough contava 714 abitanti.